# Suse Böhm
Suse Böhm (* 2. Oktober 1920 in Reichenberg, Tschechoslowakei; † 6. Mai 1986 in München) war eine deutsche Tänzerin, Tanzlehrerin und Theaterschauspielerin.

## Leben und Karriere
Böhm wuchs in Reichenberg auf und studierte Tanz bei Mary Wigman, Harald Kreutzberg und Maja Lex und war über viele Jahre als Tänzerin und Tanzlehrerin aktiv. Sie war bei den Münchner Kammerspiele beschäftigt und arbeitete als Tanzpädagogin und Theaterschauspielerin. Sie führte eine eigene Kindertanzgruppe in der Ohmstraße in Schwabing und bildete junge Erwachsene zu Nachwuchstänzern aus. 1975 brachte sie ihr Buch Spiele mit dem Orff-Schulwerk: elementare Musik u. Bewegung f. Kinder heraus. Am 6. Mai 1986 starb sie im Alter von 65 Jahren in München.

## Auszeichnung
- 1986: Sudetendeutscher Kulturpreis für „Darstellende und ausübende Kunst“

## Werke
- Spiele mit dem Orff-Schulwerk: elementare Musik u. Bewegung f. Kinder Metzler Schulbuchverlag, 1975, ISBN 978-3-593-50926-6.